# Directory Service Markup Language
Die Aufgabe der Directory Service Markup Language, auch DSML, ist es, die Informationen von Verzeichnisdiensten über XML für E-Business und E-Commerce verfügbar zu machen. Damit wird ein einfacherer Datenaustausch zwischen Systemen ermöglicht. 

## Geschichte
Die DSML Initiative geht auf folgende Unternehmen zurück: Bowstreet, Netscape, IBM, Microsoft, Novell, Oracle und Sun. Inzwischen unterstützen viele weitere Unternehmen diese Initiative.

## Versionen
DSMLv1 beschreibt ausschließlich die Datenstrukturen von Verzeichnisdiensten. In DSMLv2 werden Such- und Änderungsoperationen beschrieben. Ziel ist es, den Zugriff auf die Daten von Verzeichnisdiensten zu vereinheitlichen.
Ein Entwurf für Version 2 wurde von der Organization for the Advancement of Structured Information Standards veröffentlicht. Allerdings kam die Forschung daran wegen mangelnder Ressourcen nur schleppend voran, bis Novell seine Forschungsergebnisse im Rahmen von DirXML an die Arbeitsgruppe übergab.